# Síndrome de Lesch-Nyhan
A síndrome de Lesch-Nyhan (SLN) é uma síndrome metabólica rara, hereditária, causada pela deficiência da enzima hipoxantina guanina fosforiboxiltransferase (HGPRT), causada por uma mutação no gene HPRT1 (Xq26) localizado no braço longo do cromossomo X. É um  erro inato do metabolismo das purinas no qual a alteração de comportamento é a manifestação mais marcante. Afeta aproximadamente um em cada 380.000 nascidos vivos. Foi descrita pela primeira vez, em 1964, pelo estudante de medicina Michael Lesch e seu mentor, o pediatra Bill Nyhan, o relato de uma síndrome que consistia em hiperuricemia, retardo mental, coreoatetose e mordidas automutilantes em dois irmãos de dois e cinco anos. O nível de ácido úrico desses pacientes era similar ao de adultos com gota.

## Características
SLN é caracterizada por três marcos: disfunção neurológica, cognitiva e alterações de comportamento incluindo automutilação, e hiperprodução de ácido úrico. Danos aos gânglios da base fazem com que os acometidos adquiram uma postura de esgrimista dada a natureza da lesão. Alguns podem ser acometidos de anemia macrocítica. Virtualmente todos os pacientes são do sexo masculino. Os homens vão sofrer atraso do desenvolvimento e da puberdade, e a maioria vai desenvolver testículos reduzidos ou atrofia testicular.

### Sinais e sintomas

#### Hiperprodução de ácido úrico
Um dos sinais iniciais dessa doença é a presença de cristais de ácido úrico nas fraldas das crianças afetadas. A superprodução de ácido úrico pode levar a 
desenvolver pedras de ácido úrico nos rins, ureteres e bexiga. Tais cristais se depositam nas articulações e podem produzir sintomas de artrite gotosa, com edema e dor articular. A superprodução de ácido úrico pode estar presente ao nascimento, mas pode não ser reconhecida pelos exames laboratoriais de rotina. A concentração sérica de ácido úrico é normal, conforme o excesso de purinas é prontamente eliminado na urina. Os cristais usualmente aparecem como um material alaranjado granuloso, ou podem coalescer e formar pequenas pedras, ou grandes pedras. Estas pedras, ou cálculos, são causa de hematúria e aumentam o risco de infecção do trato urinário. Algumas vítimas sofrem lesão renal secundária a cálculos renais. O achado das pedras podem ser a forma de apresentação da doença, ou elas podem permanecer sem ser detectadas por anos.

#### Déficit neurológico
Tipicamente os pacientes com SLN não apresentam sintomas ao nascer. A apresentação mais comum é a de diminuição do tônus muscular (hipotonia) e atraso no desenvolvimento, que se tornam mais evidentes entre o terceiro e sexto mês de vida. Indivíduos afetados demoram a sentar, enquanto alguns nunca irão engatinhar ou andar. Atraso na fala também é um sintoma comum. Irritabilidade é notada na maioria das vezes junto com os primeiros sinais de atraso. Com o passar dos primeiros anos de vida, o envolvimento extrapiramidal irá causar contrações musculares involuntárias anormais como perda do controle motor (distonia), movimentos contorcidos (coreoatetose), e arqueamento da coluna (opistótono). Sinais de envolvimento piramidal incluindo, espasticidade, reflexos aumentados (hiperreflexia) e reflexos plantares em extensão, também ocorrem.

#### Comportamento autolesivo
Pessoas afetadas apresentam prejuízo cognitivo e distúrbios de comportamento que surgem entre dois e três anos de vida. O comportamento autolesivo incontrolável inicia-se aos três anos de vida. A autoagressão inicia com mordedura dos lábios e da língua. Com a progressão da doença, os indivíduos afetados passam a morder os dedos e bater com a cabeça. A autoagressão aumenta em períodos de estresse. Automutilação é uma característica distinta da doença que afeta 85% dos homens.
A maioria dos indivíduos tem déficit cognitivo que às vezes é difícil de distinguir dos outros sintomas por causa das alterações de comportamento e dos déficits motores associados com a síndrome. De várias maneiras, o comportamento pode ser visto como uma extensão psicológica da compulsão por autolesão, e inclui rejeitar agrados, responder a atos de carinho com frieza ou raiva, não responder a perguntas de testes corretamente, apesar dos estudos e do desejo de sucesso, provocar a ira dos cuidadores quando deseja afeto. Comportamentos compulsivos também ocorrem, incluindo agressividade, vômitos, cuspidas e coprolalia. O desenvolvimento deste tipo de comportamento é, às vezes, visto no primeiro ano, ou na primeira infância, mas outros podem não desenvolvê-lo até a vida adulta.

### SLN no sexo feminino
Apesar de no sexo feminino a SLN ser geralmente uma condição assintomática, pode haver aumento da excreção de ácido úrico, e algumas mulheres podem desenvolver 
sintomas de hiperuricemia, e sofrer de gota nos anos posteriores. Testagem, neste contexto, não tem consequências clínicas, mas pode revelar a possibilidade de transmitir o traço ao filho. Mulheres também podem necessitar do teste se o filho desenvolver SLN. Neste cenário, um teste negativo significa que a doença do filho é resultado de uma nova mutação, e que não há risco aumentado para irmãos com essa patologia.
Mulheres que carreiam uma cópia do gene defeituoso têm 50% de chance de passar a doença a seus filhos. Para uma menina ser afetada, ela deve ter duas cópias do gene mutante, uma das quais deverá ser herdada do pai. Homens afetados com SLN usualmente não tem filhos devido aos efeitos debilitantes da doença. É possível que uma menina herde um cromossomo X de seu pai não afetado, que desenvolva uma nova mutação do gene HGPRT. Nessas circunstâncias, a criança poderá nascer com SLN, e embora haja alguns casos relatados, esta situação é muito rara. A maioria dos pacientes com SLN é do sexo masculino.

### Formas menos severas
Uma forma menos severa é a deficiência parcial do HPRT conhecida como síndrome de Kelley-Seegmiller (síndrome de Lesch-Nyhan envolve a deficiência total do HPRT). Os sintomas geralmente envolvem menos envolvimento neurológico, no entanto, a doença causa gota e cálculos renais.

## Diagnóstico
Quando um indivíduo envolvido desenvolve completamente os três elementos clínicos: produção exagerada de ácido úrico, disfunção neurológica, transtorno cognitivo e comportamental, o diagnóstico de SLN está dado. O diagnóstico é mais difícil nos estágios iniciais, quando as três características não são obvias. A suspeição é feita quando uma criança apresenta atraso do desenvolvimento associado a hiperuricemia. De outra forma, o diagnóstico pode ser pensado quando o atraso do desenvolvimento está associado a pedras nos rins (nefrolitíase) ou sangue na urina (hematúria), causados por pedras de ácido úrico. Na maioria dos casos, a síndrome de Lesch-Nyhan é primeiramente suspeitada quando os comportamentos autolesivos surgem. No entanto, comportamentos autolesivos estão associados a outras condições, incluindo retardo mental inespecífico, autismo, síndrome de Rett, síndrome de Cornelia de Lange, síndrome de Tourette, disautonomia familiar, coreia-acantocitose, neuropatia sensorial, esta incluindo neuropatia sensorial tipo 1, e várias outras condições psiquiátricas.
Dessas, somente indivíduos com síndrome Lesch-Nyhan, síndrome Cornelia de Lange, e disautonomia familiar tem perda tecidual de forma recorrente como consequência. Mordeduras dos dedos e lábios é o achado definitivo da síndrome de Lesch-Nyhan; em outras síndromes associadas com autolesão, o comportamento consiste usualmente em bater a cabeça e mutilações inespecíficas, mas não morder as bochechas, os lábios ou os dedos. SLN deve ser claramente considerada apenas quando o comportamento autolesivo ocorre em conjunto com hiperuricemia e disfunção neurológica.

### Diagnóstico laboratorial
- A relação urato (ácido úrico)/creatinina está elevada. Este é um bom indicador do excesso de ácido. Para crianças menores de dez anos com SLN, relação urato/creatinina maior que dois é o achado típico.
- Urato de 24 horas maior que 20 mg/lg é típico, mas não diagnóstico.
- Hiperuricemia (ácido úrico sérico > 8 mg/dl) está presente mas não é suficiente para o diagnóstico.
- Atividade do gene HGPRT em cultura de fibroblastos menor que 1,5% do normal confirma o diagnóstico.
- Estudo genético molecular de mutações do gene HPRT podem confirmar o diagnóstico, e são particularmente de ajuda em testagem de mulheres sob risco de serem carreadoras do gene.

## Tratamento
O tratamento da síndrome de Lesch-Nyhan é sintomático. Gota pode ser tratada com alopurinol para controlar o excesso de ácido úrico. Cálculos renais são tratados com litotripsia. E simples uma pitada de sal nas glandulas salivales diminui a pressao e getarda a automotilaçao 
padrão para os sintomas neurológicos da SLN. O uso de algumas medicações pode ser avaliado por especialista como carbidopa/levodopa, 
diazepam, fenobarbital ou haloperidol. 
É essencial que a produção excessiva de ácido úrico seja controlada para reduzir o risco de nefropatia, nefrolitíase e artrite gotosa. Nenhuma medicação é efetiva para controlar os sintomas motores extrapiramidais da doença. A espasticidade, no entanto, pode ser reduzida pela administração de baclofeno e benzodiazepínicos.
Não existe nenhum método de tratamento efetivo para o controle dos aspectos neurocomportamentais da doença. Até crianças tratadas desde o nascimento com alopurinol desenvolvem sintomas neurológicos e comportamentais, apesar de nunca apresentarem níveis elevados de ácido úrico. 
A autolesão e outros comportamentos são mais bem manejados com uma abordagem multidisciplinar médica, física e comportamental. A automutilação é reduzida usando-se contenção mecânica. Sessenta por cento dos indivíduos tem seus dentes removidos para evitar a autolesão, o que as famílias consideram uma boa técnica de manejo. Conforme o estresse aumenta a autoagressão, manejo comportamental através de técnicas de aversão (o que normalmente reduziria a autoagressão) na verdade aumentam as autolesões em indivíduos com SLN. Praticamente todos os indivíduos necessitam de contenção mecânica para prevenir as autolesões, e permanecem restritos mais de 75% do tempo. Isto acontece na maior parte das vezes a pedido do próprio paciente, e ocasionalmente envolve restrição não efetiva, pois elas não previnem as mordeduras. Famílias relatam que os indivíduos afetados ficam mais à vontade quando contidos.
Um avanço encorajador no tratamento dos aspectos neurocomportamentais da SLN foi a publicação em outubro de 2006 do Journal of Inherited Metabolic Disease de uma terapia experimental oferecendo, S-adenosil-metionina (SAMe) oral. Esta droga é um nucleotídeo precursor que proporciona uma purina prontamente absorvida, que é conhecida por ser transportada através da barreira hematoencefálica. Administração da medicação mesmo em pacientes adultos com SLN demonstrou  melhorar atributos neurocomportamentais, neurológicos e etc. O medicamento está disponível sem receita médica e tem sido amplamente utilizada para a depressão, mas o seu uso para o tratamento de SLN deve ser realizado somente sob rigorosa supervisão médica devido aos efeitos colaterais. SAMe também foi recentemente utilizada para o tratamento de uma outra doença de nucleótidos da purina, Síndrome de Art, com resultados encorajadores.

## Prognóstico
O prognóstico para indivíduos com SLN severa é péssimo. A morte ocorre usualmente por falência renal ou complicações da hipotonia, na primeira ou segunda década de vida.